# Красное (Каховский район)
Красное (укр. Красне) — село в Горностаевской поселковой общине Каховского района Херсонской области Украины.
Население по переписи 2001 года составляло 352 человека. Почтовый индекс — 74620. Телефонный код — 5544. Код КОАТУУ — 6522684502.